# Thangka

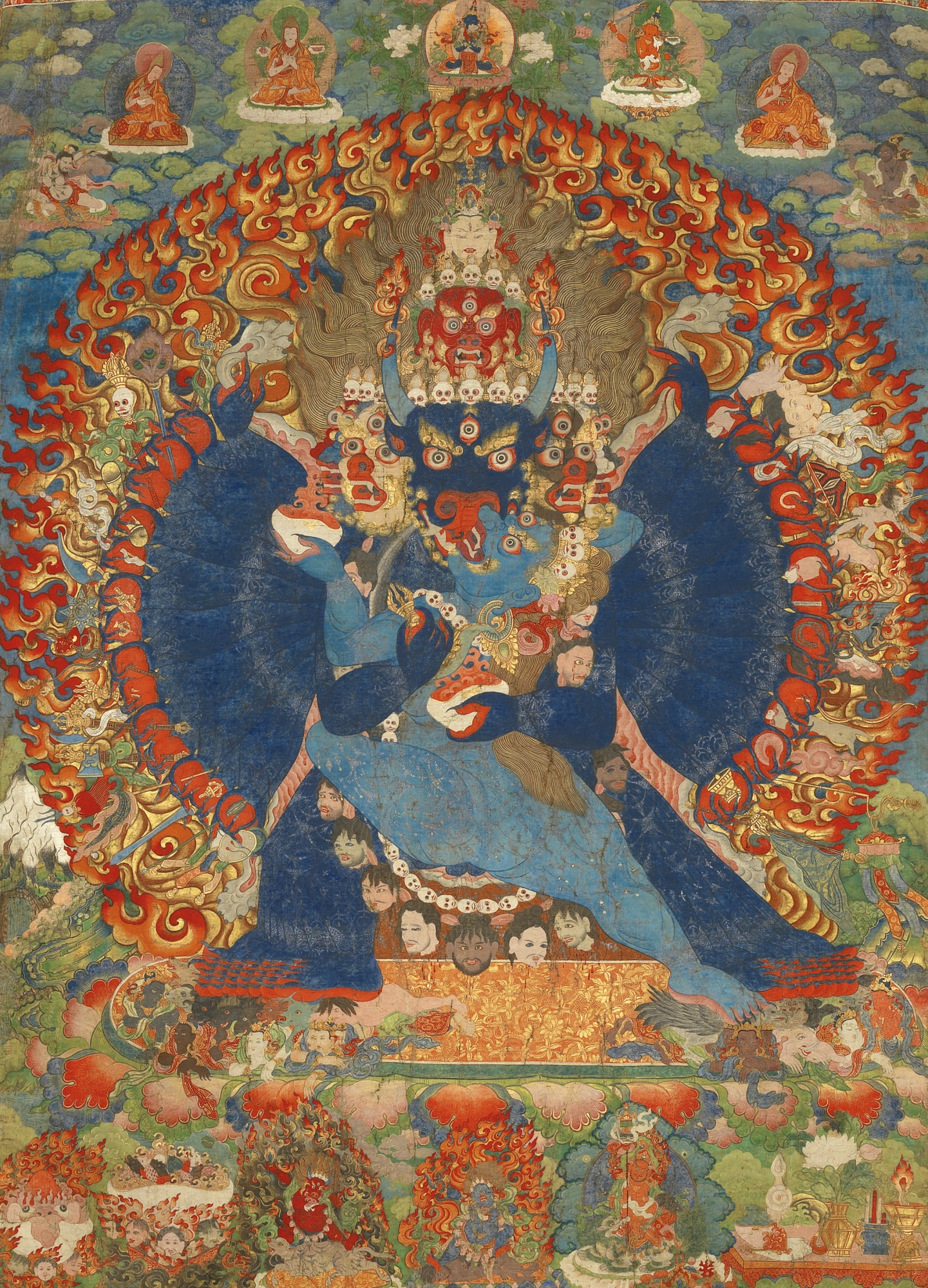
Thangka representant Vajrabhairava.

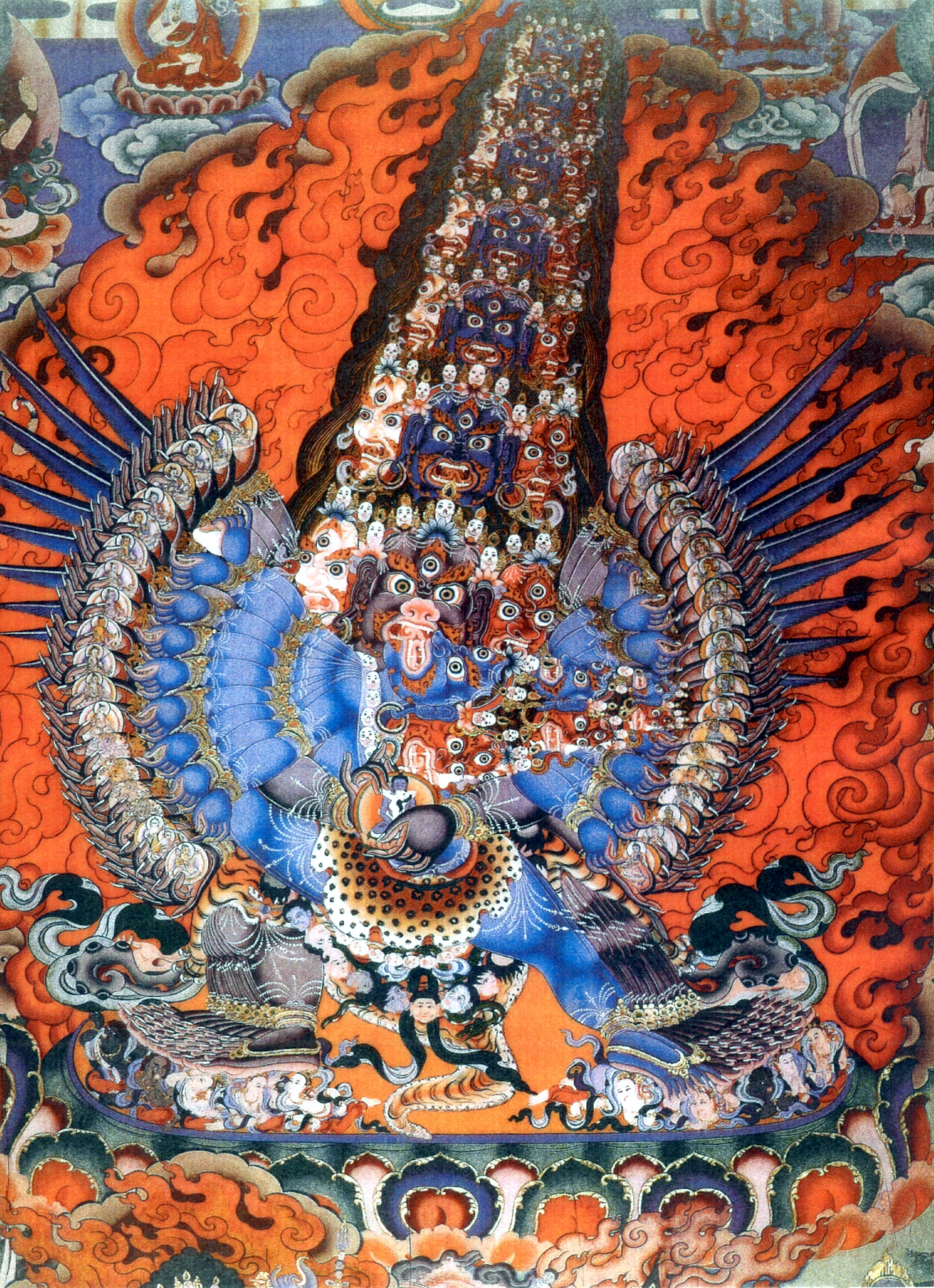
Thangka tibetana representant a Chemchok Heruka.

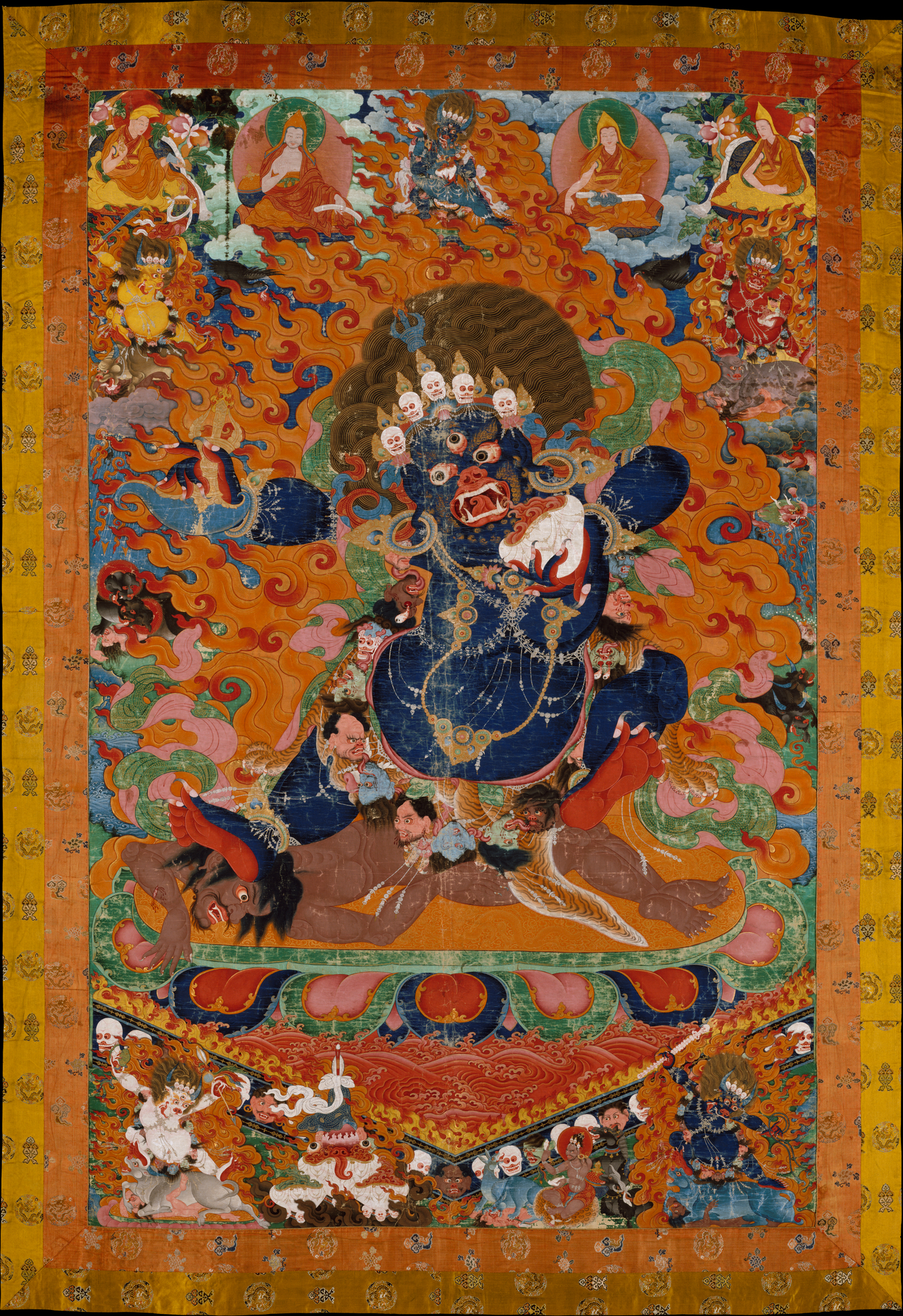
Thangka del Tibet representant a Yama.

Un thangka, a vegades també escrit com a tangka, tangka o tanka (nepalès: ˈथान्का]; tibetà: ཐང་ཀ་; newar de Kathmandú: पौभा; literalment: cosa que es desenrotlla) és un estil de pintura sobre cotó o seda que en el budisme tibetà sol representar una deïtat budista, una escena o una mandala. Els thangka solen presentar-se sense marc i s'enrotllen quan no s'han d'exhibir, muntats en un suport de tela, a l'estil de les pintures en pergamí de la Xina, amb una coberta de seda a la part frontal. Amb totes aquestes cures els thangka poden durar força temps, però a causa de la seva delicada naturalesa s'han de desar en llocs secs perquè la humitat no malmeti la qualitat de la seda.
La majoria de thangka són relativament petits, de la mida d'un retrat mitja occidental, però alguns són extremadament grossos, amb diversos metres de llarg i ample. Aquests thanka de mides més grans solen usar-se per decorar les parets de monestirs durant curts períodes o com a part de festivitats religioses.
La majoria de thangka s'usen per a la meditació personal o l'ensenyament dels futurs monjos. Sovint presenten una deïtat central envoltada per altres figures en posicions simètriques; les escenes narratives són menys freqüents tot i que també existeixen.

## Història
La pintura en el budisme tibetà va evolucionar a partir de la pintura budista primerenca, la qual actualment només sobreviu en pocs llocs com ara les coves Ajanta de l'Índia i les coves de Mogao a la ruta de la seda; en totes dues coves hi ha pintures murals. Els thangka van evolucionar a partir de les pintures murals que es feien majoritàriament en monestirs.
La majoria de thangka eren pagats per particulars que creien que amb aquest tipus de mecenatge adquiririen mèrits. Posteriorment donaven el thangka a un monestir, a un altre particular o en feien un ús ells mateixos. Alguns thangka presenten inscripcions al reu revers per a recordar que eren la icona de meditació personal d'un monjo notable. Molts dels artistes que pintaven les thangka eren probablement monjos, tot i que també existien artistes laics.
La persona que feia l'encarrec sovint facilitava els materials, generalment cars, als artistes i, tradicionalment, el pagament es feia a través de regals més que un pagament en metàl·lic. Els thangka rarament són signats, malgrat que alguns artistes són coneguts, ho són segurament pel fet d'haver estat líders monàstics o monjos rellevants més que pel fet de ser artistes. El fet de pintar era un mèrit important per a un monjo.
Les primeres pintures tibetanes sobre roba que han arribat als nostres temps procedeixen de les coves de Mogao, a la ruta de la seda (província de Gansu; Xina). Malgrat que la datació és complicada, es creu que aquestes pintures són del període entre el 781 al 848. També se’n conserven algunes del segle xi, després de la revifada del budisme, i altres del segle xii; en total se’n conserven unes 20 d'aquestes èpoques. Algunes thangka primerenques presenten dissenys complexes però no tant com algunes de més recents. Com les actuals, les primeres també presentaven una figura central envoltada d'altres de més petites, de vegades en compartiments delimitats, envoltats per aures o halos o assegudes en núvols. La figura central solia ser una deïtat o un monjo important; les figures secundàries també solien representar el mateix, així com diferents aspectes de les reencarnacions d'acord amb la teologia budista.
Durant els segles següents a les pintures inicials, la pintura tibetana, tant mural com els thangka, ha evolucionat dins del seu estil característic, amb influències nepaleses i xineses, malgrat que el budisme patí un declivi en tots dos països. Els estils varien al llarg del Tibet, sobretot a les zones frontereres on rebien més influencia per part dels països veïns; també varien els estils entre les ordres monàstiques diferents.
La pintura tibetana va incorporar diferents elements de la pintura xinesa, sobretot els segles XIV i xviii. Un d'aquests elements va ser el fet de dedicar més espai i posar més èmfasi a l'hora de pintar els paisatges que apareixien al rerefons de les pintures. Els thangka es pintaven a totes les zones on s'implantà el budisme tibetà, incloent-hi Mongòlia, Ladakh, Sikkim i parts de l'Himàlaia índia (Arunachal Pradesh, Dharamshala, Spiti i Lahaul); així com en zones de Rússia (Calmúquia, Buriàtia i Tuvà) i el nord-est de la Xina.
També existeixen altres tipus de pintures budistes enrotllades que no es denominen amb el terme thangka, malgrat que presenten força semblances, i ambdues tenen un origen comú.

## Tipus de thangka

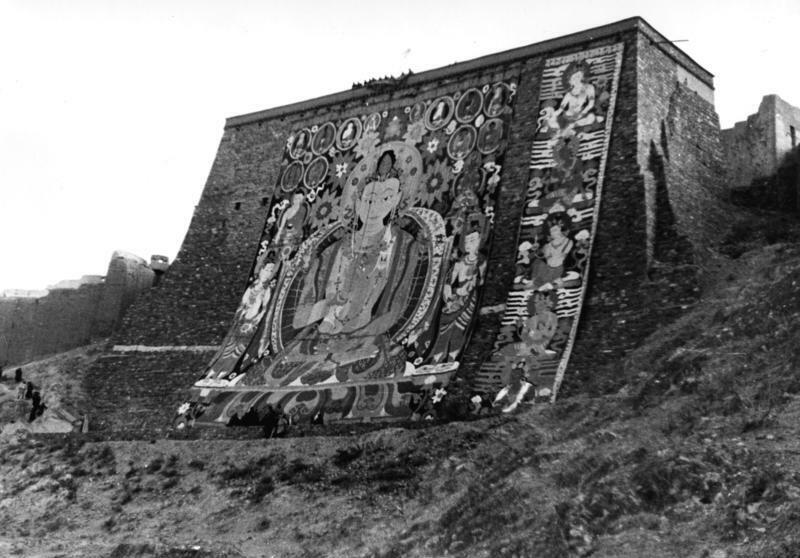
Una gran thangka en una paret a Gyantse (Tibet).

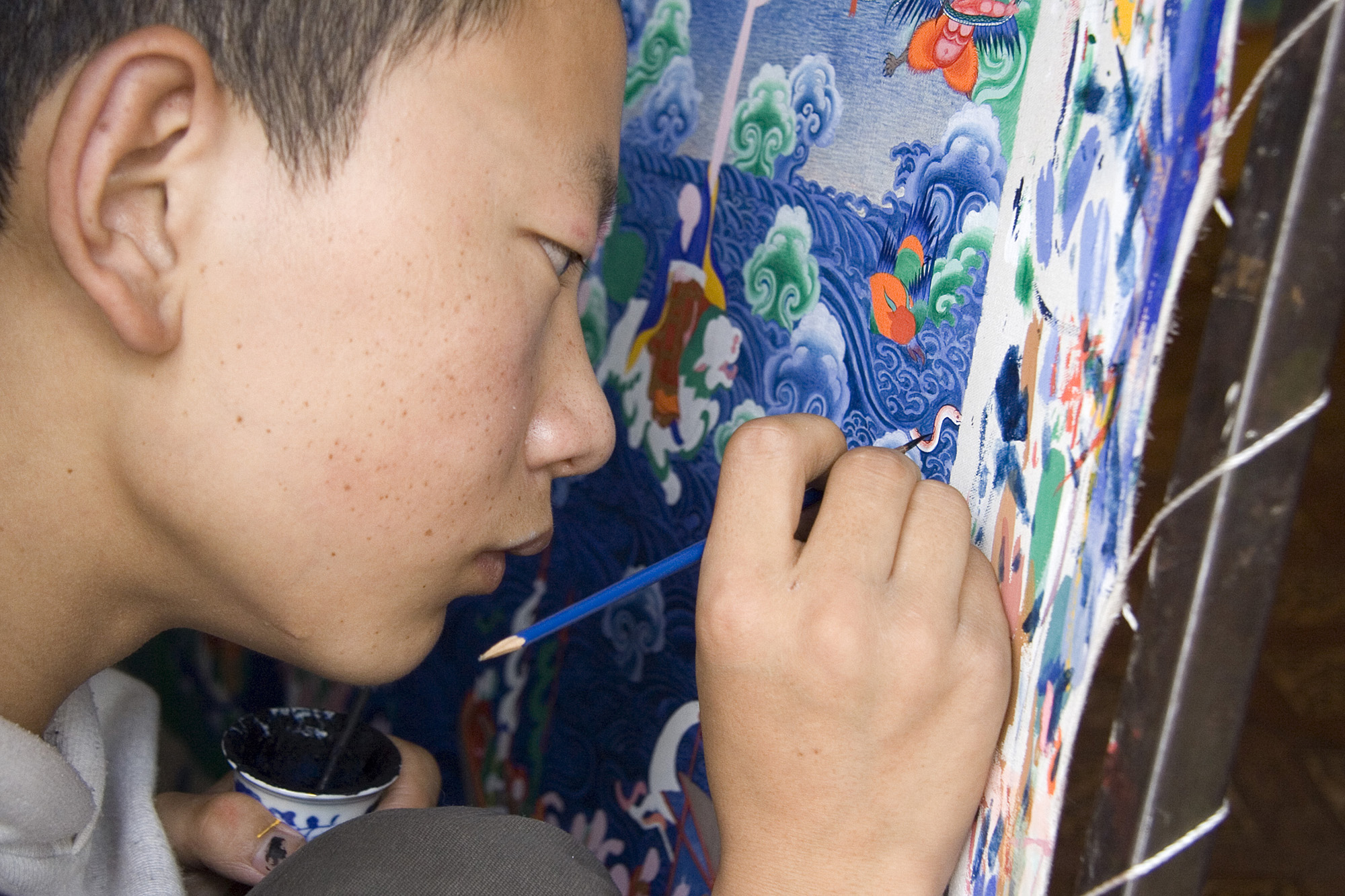
Pintant un thangka a Lhasa, Tibet.

Els thangka es poden agrupar per tipus segons la tècnica i el material emprats. Generalment es divideixen en dues grans categories: els que es pinten i aquells que estan fets de seda amb appliqué o brodat. Mentre que els thangka típics són petits i presenten àrees pintades d'entre 20 i 50 centímetres, també existeixen thangka gegants per festivitats, normalment fets de seda i dissenyats per a ser exposats en monestirs o per a festivitats rellevants. Altres pintures relacionades amb els thangka són els tsakli, de la mida d'una carta semblen un thangka en miniatura, i sovint contenen una figura individual. Els tsakli s'utilitzen principalment en els estadis principals de la preparació dels nous monjos, com a cartes d'iniciació o ofrenes.

## Elaboració
Els thangka es pinten sobre cotó o seda. El material més comú és el cotó lleugerament teixit en amplades d'entre 40 i 58 cm. Les thangkas amb amplades superiors als 45 cm solen presentar costures. La pintura consisteix una barreja de pigments i una mescla d'aigua amb cola d'origen animal. Els pigments emprats són tant d'origen orgànic com mineral.
La majoria de thangka antics presenten inscripcions al revers, generalment el mantra de la deïtat representada, a vegades informació de l'últim propietari, i més rarament informació sobre la persona que encarregà l'obra o l'artista. La composició d'un thangka, tal com passa en l'art budista en general, és altament geomètrica. Els braços, cames, ulls, orelles i diferents elements es troben en una xarxa d'angles i línies situada sistemàticament. Els artistes de thangka, generalment solen triar diferents element predissenyats per incloure a les composicions. Malgrat que el procés pot semblar molt metòdic, sovint cal un gran coneixement del simbolisme per a poder captar l'essència de la composició.
En els thangka solen confluir el simbolisme i les referències a deïtats, animals... Com que es tracta d'un art religiós, tots els símbols i referències han d'estar en concordància amb les escriptures budistes. Els artistes han de tenir un coneixement religiós suficient per a crear una pintura apropiada.

## Galeria

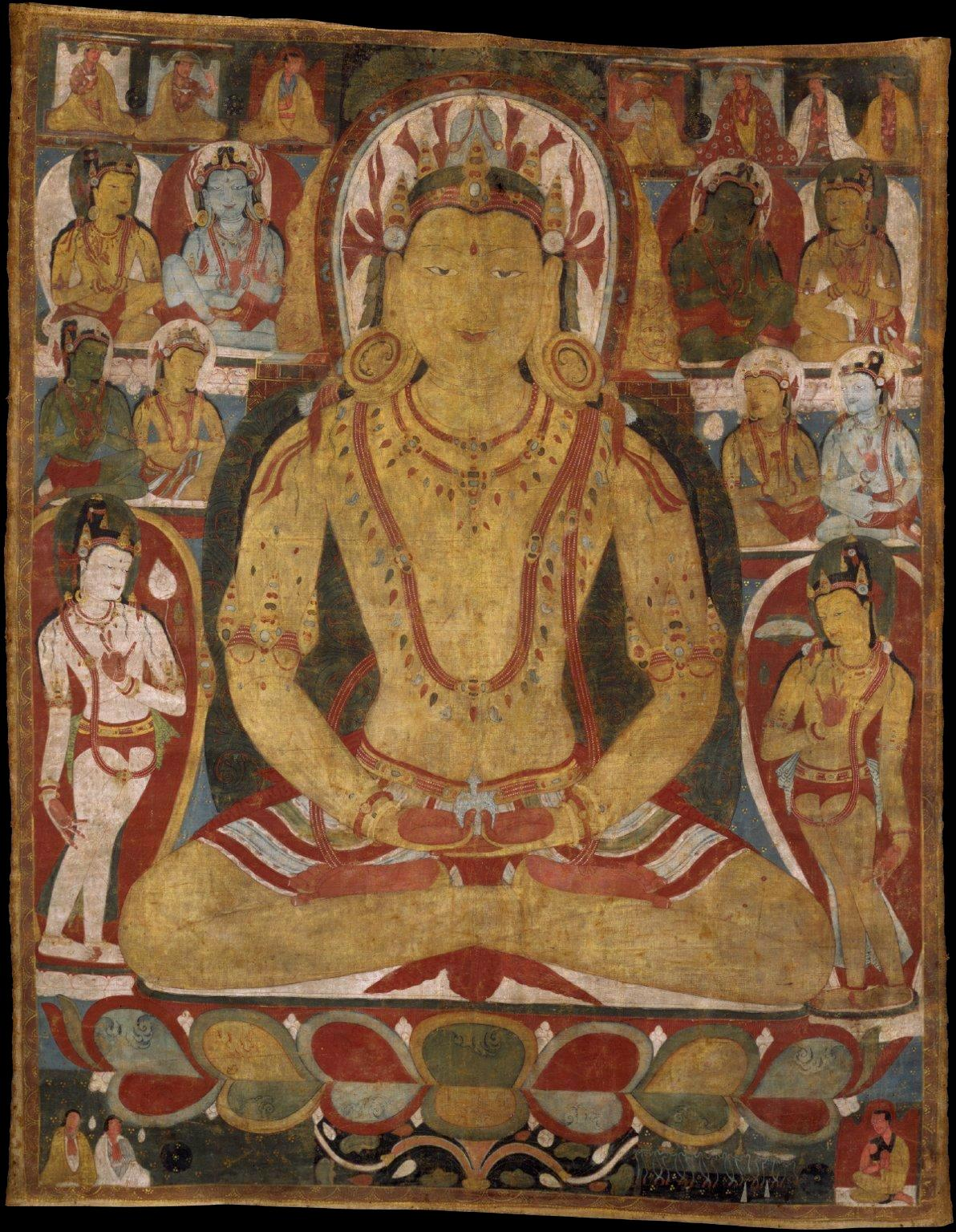
Thangka del segle xi o XII
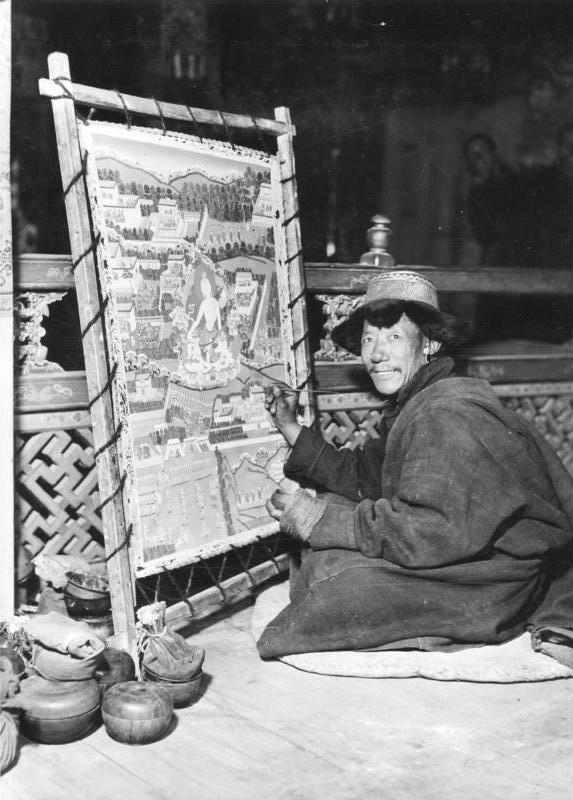
Monjo pintant un thangka al palau de Potala (Lhasa), l'any 1938.
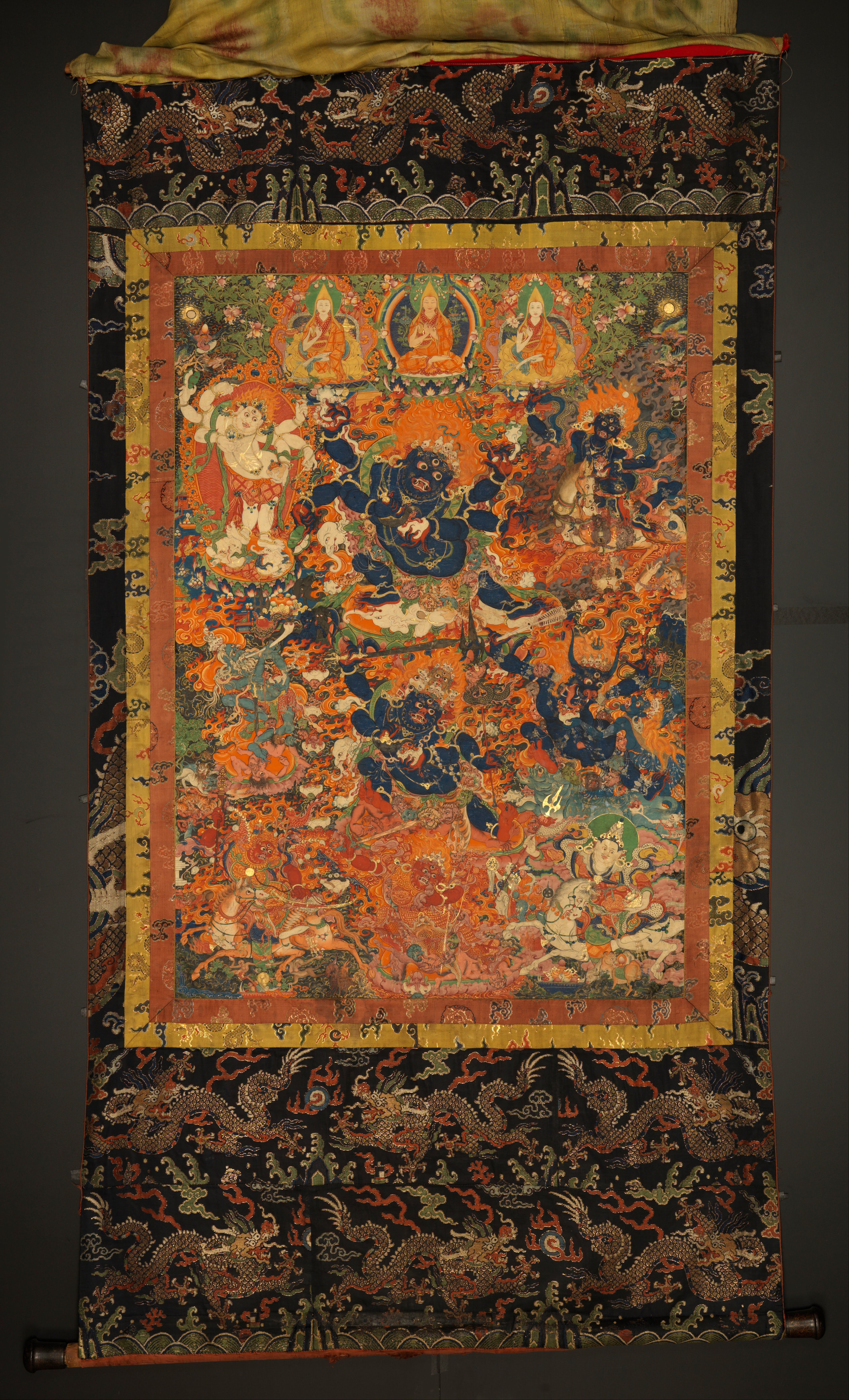
Thangka amb coberta
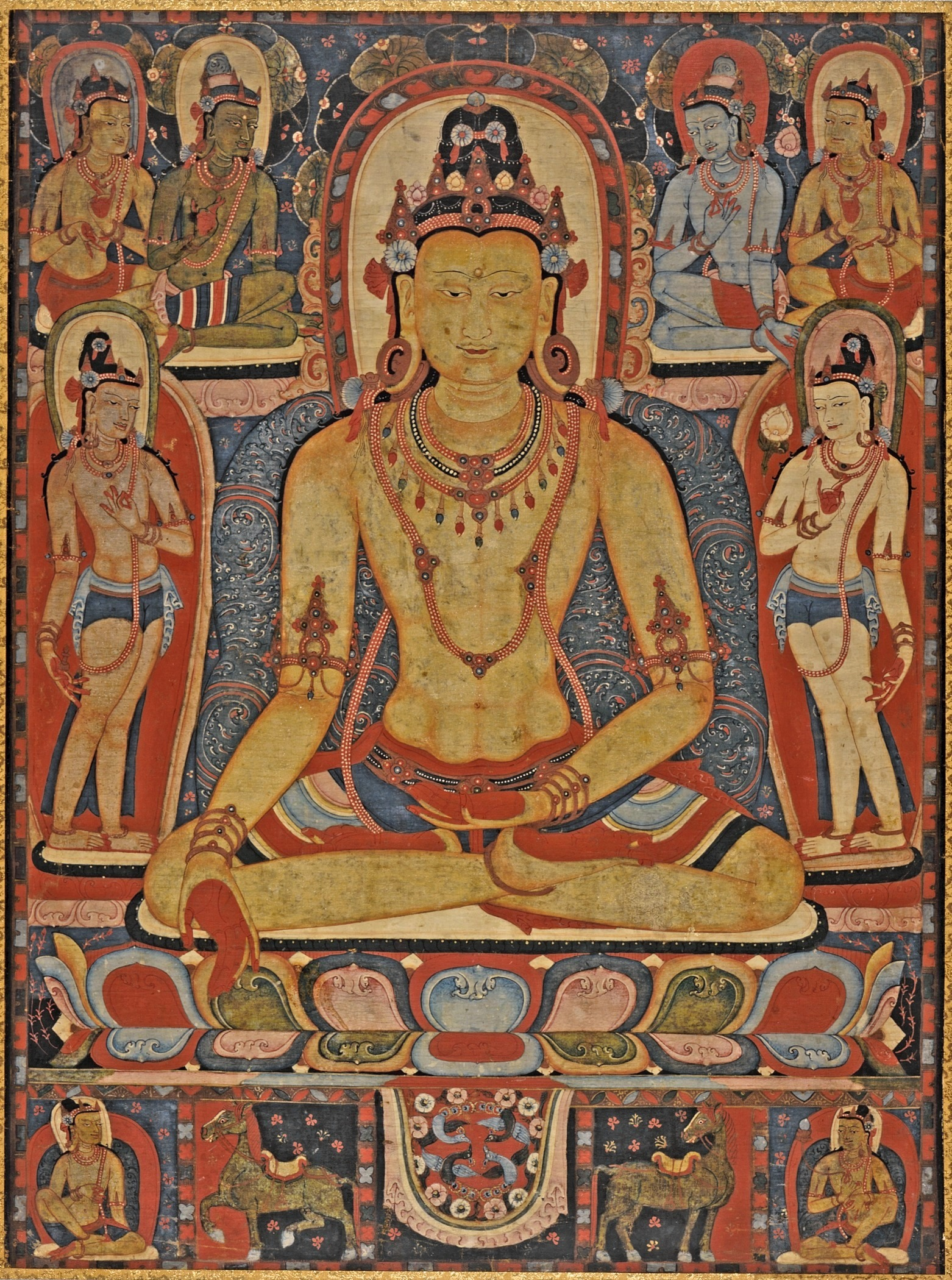
Jina Buddha Ratnasambhava, Tibet, Monestir de Kadampa, 1150–1225
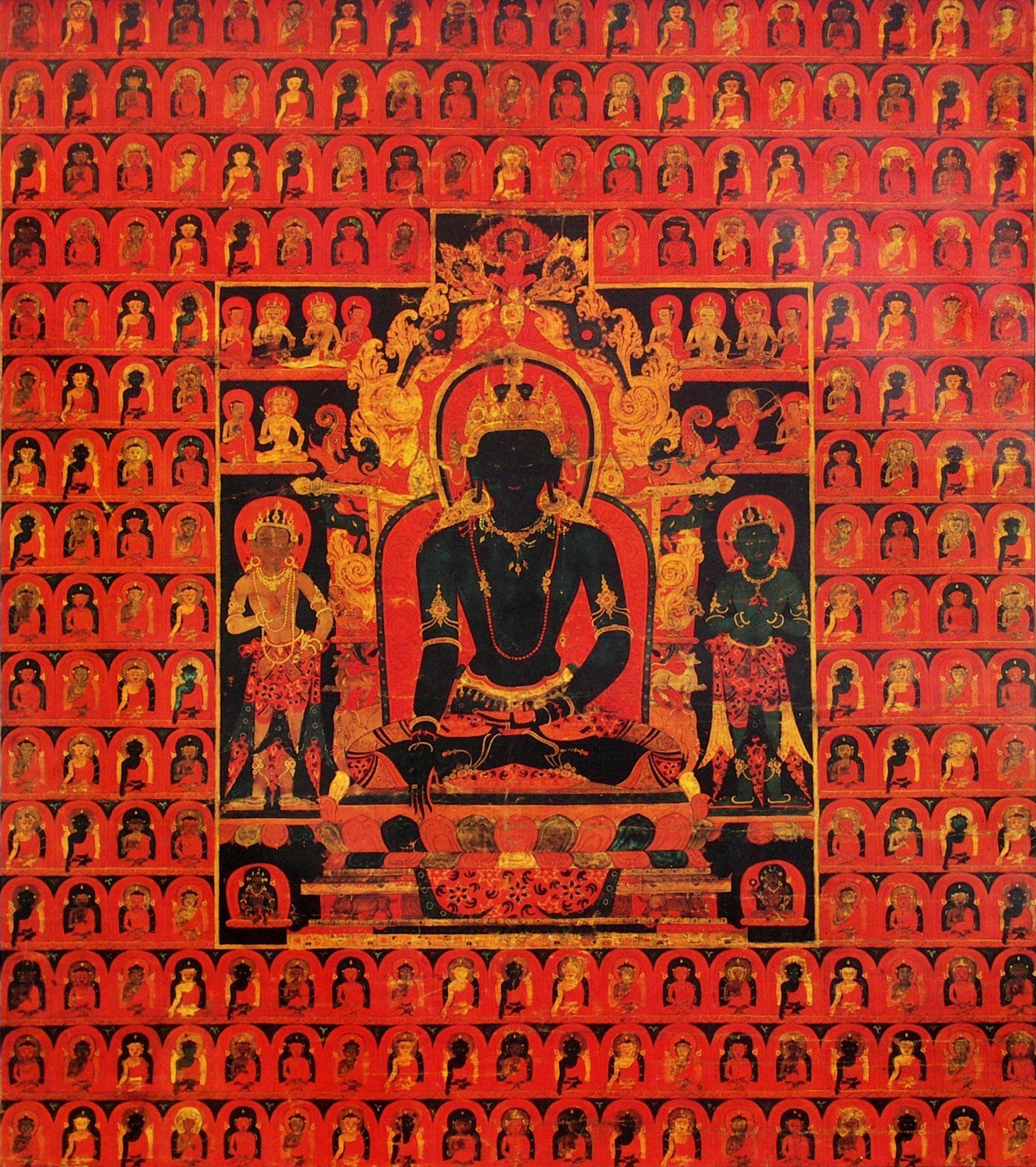
Thangka tibetana del segle xiii
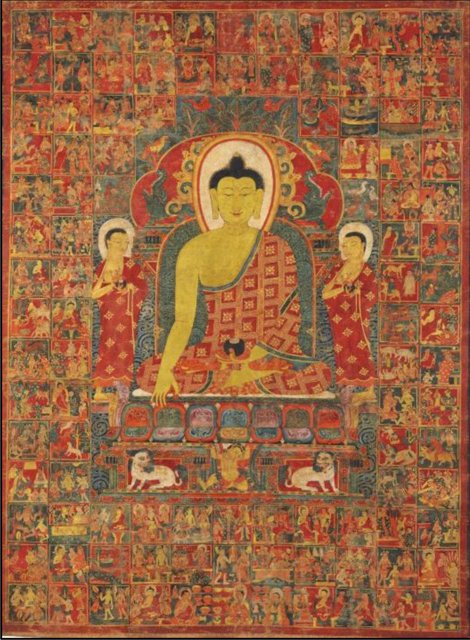
Thangka d'un Buda (Tibet, segle xiii i XIV)
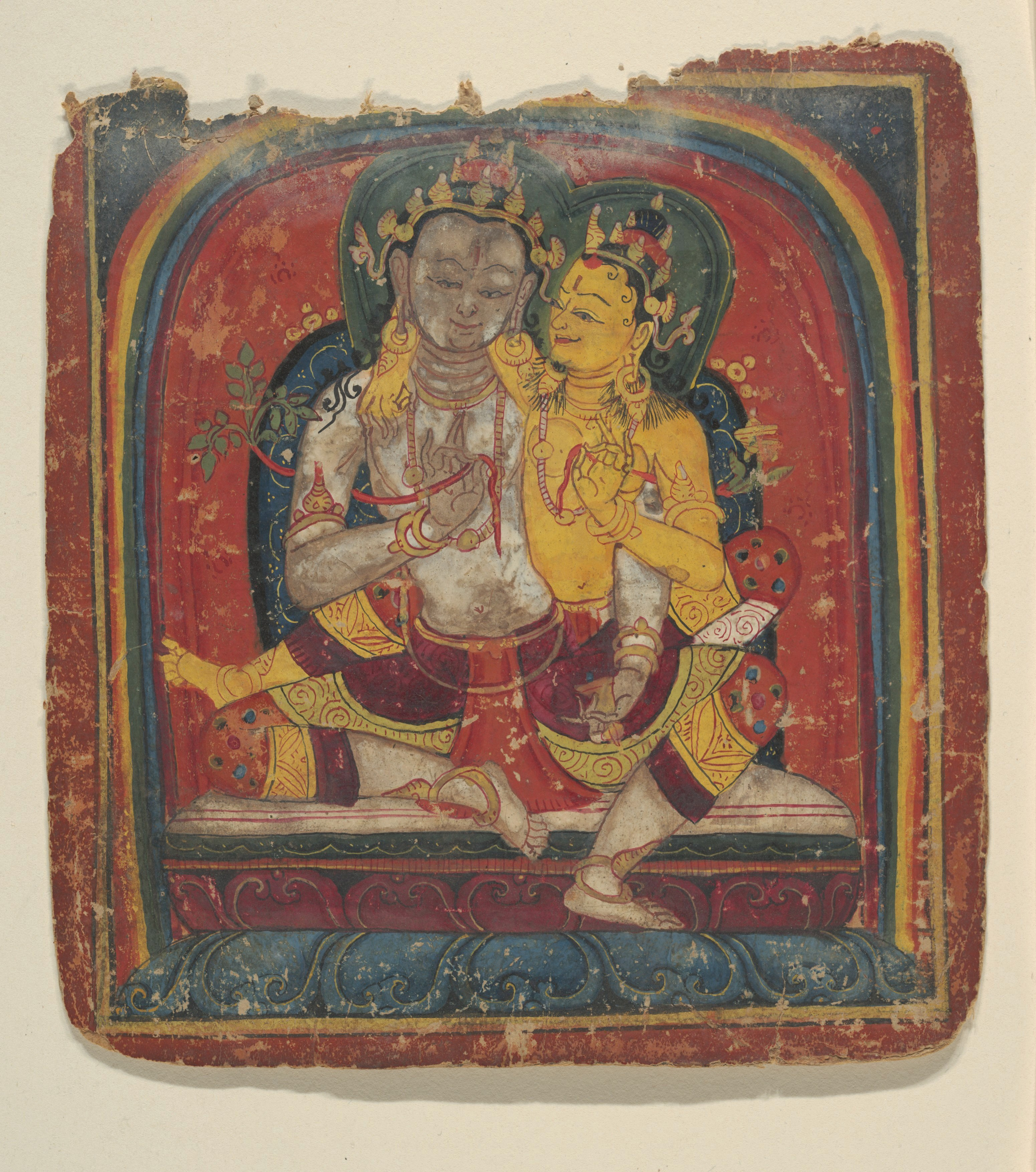
Un tsakli petit, segles XIII - XIV
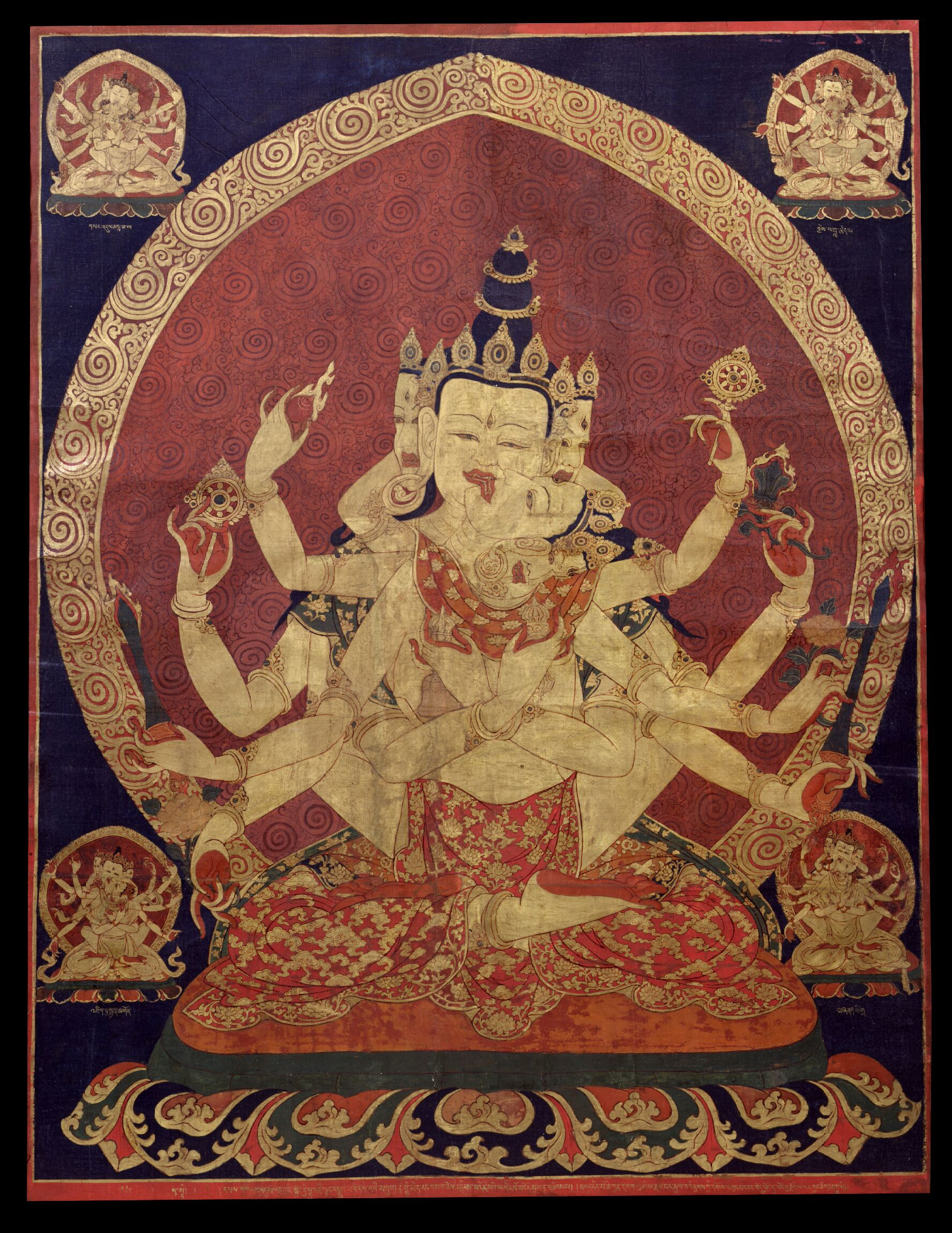
Thangka del Tibet (segle XVII)
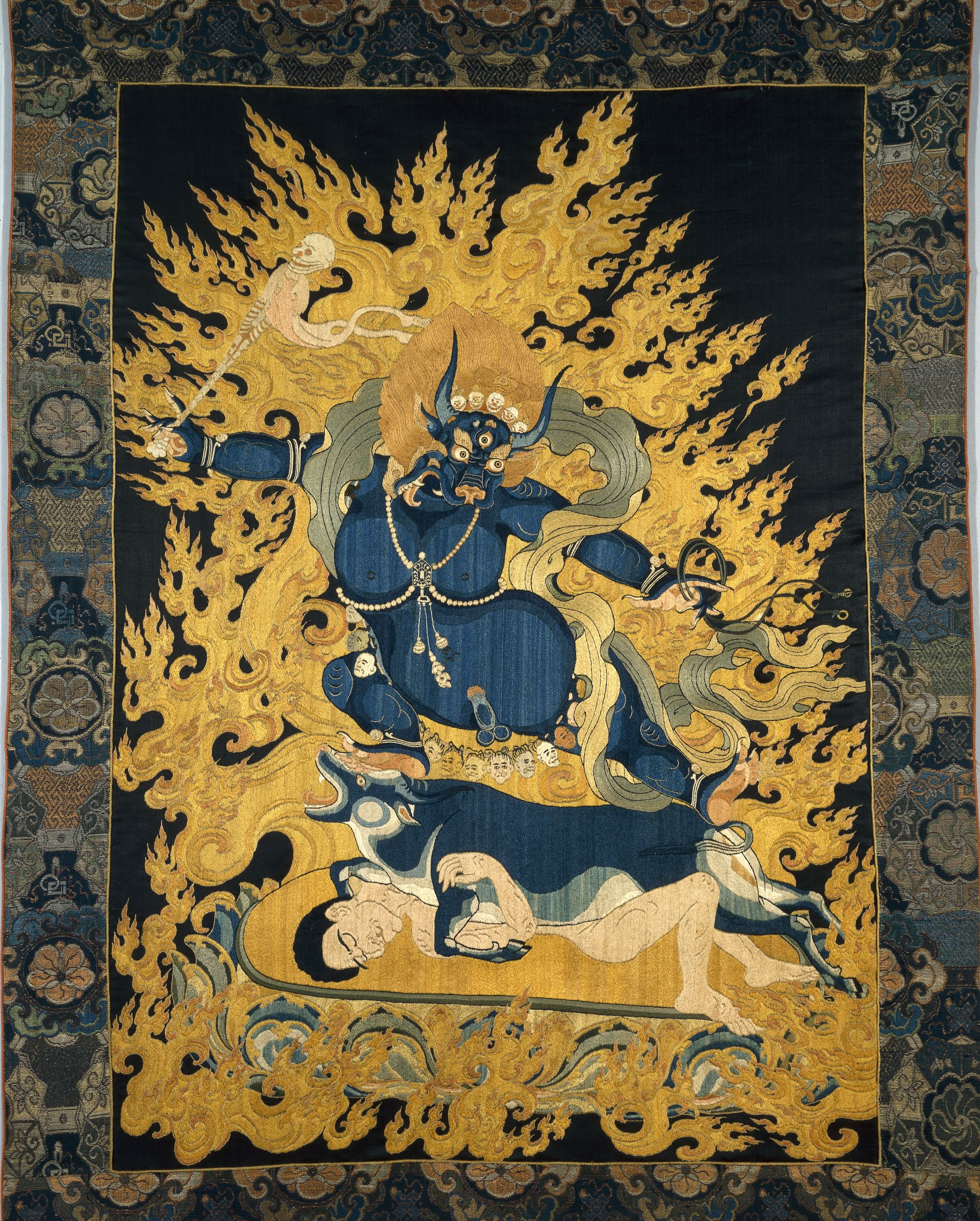
Yama Dharmapala, thangka tibetano-xinesa en seda; segle XVIII
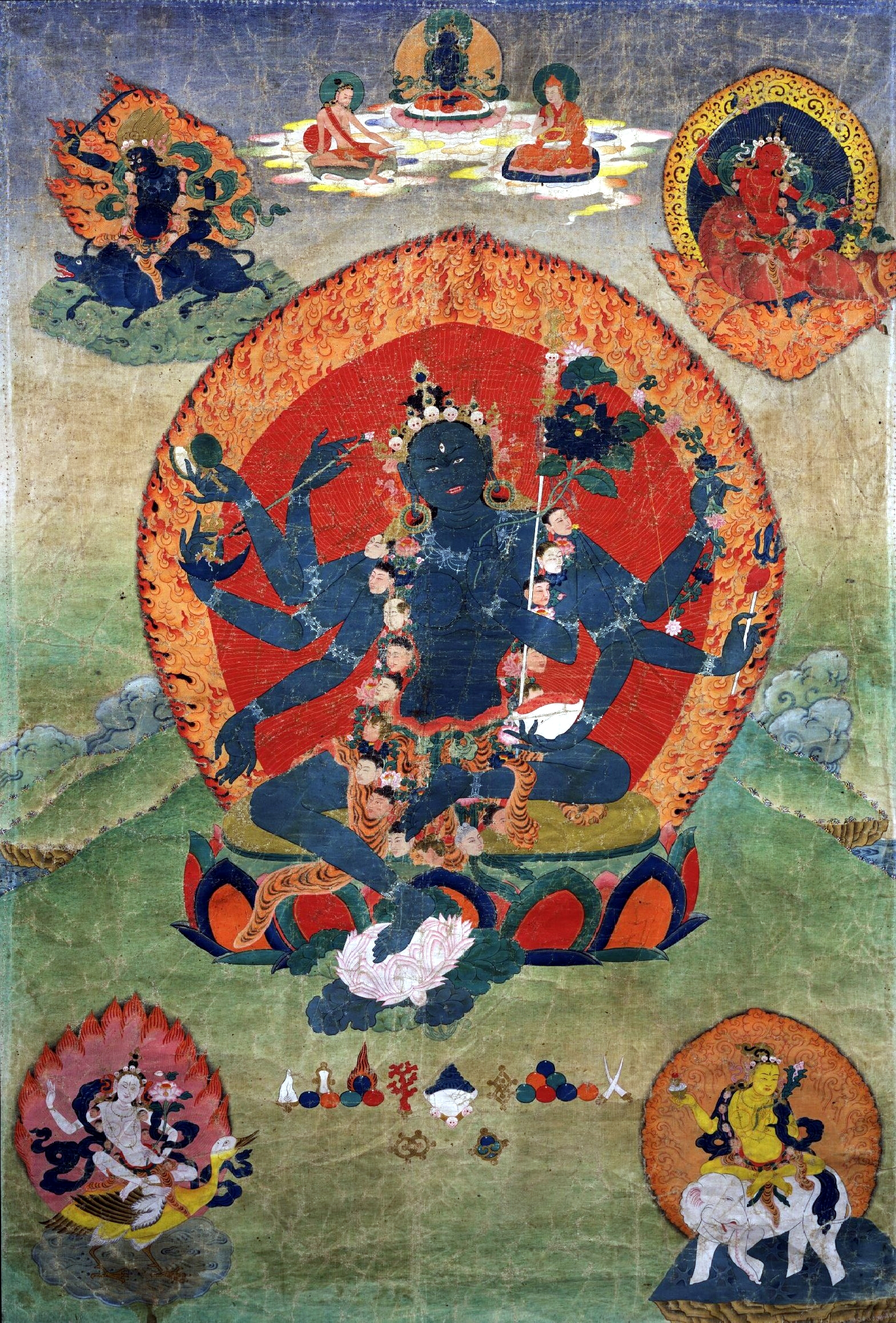
Thangka del Tibet, segle XVIII
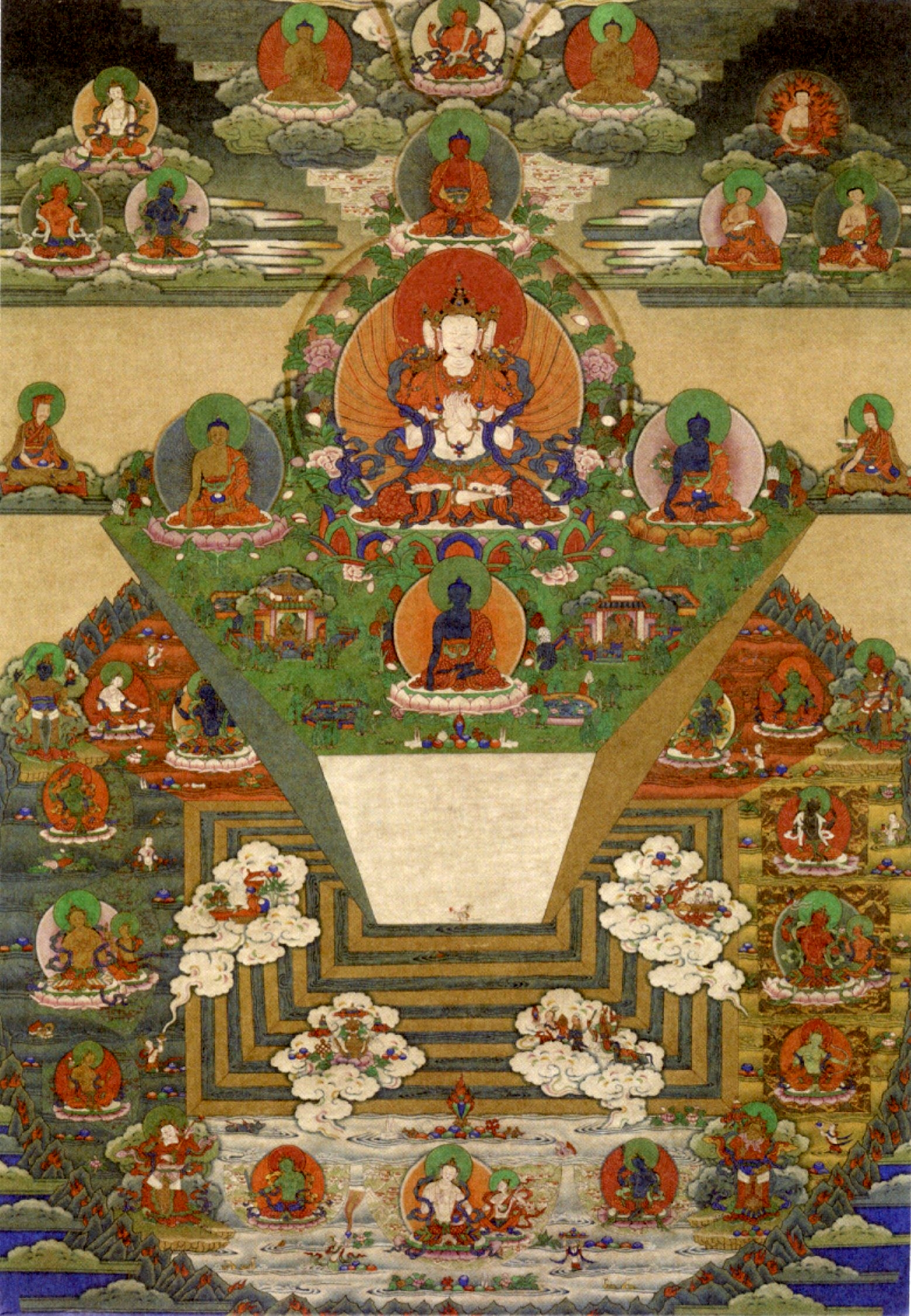
Thangka del Butan que representa el mont Meru i l'Univers budista; segle XIX
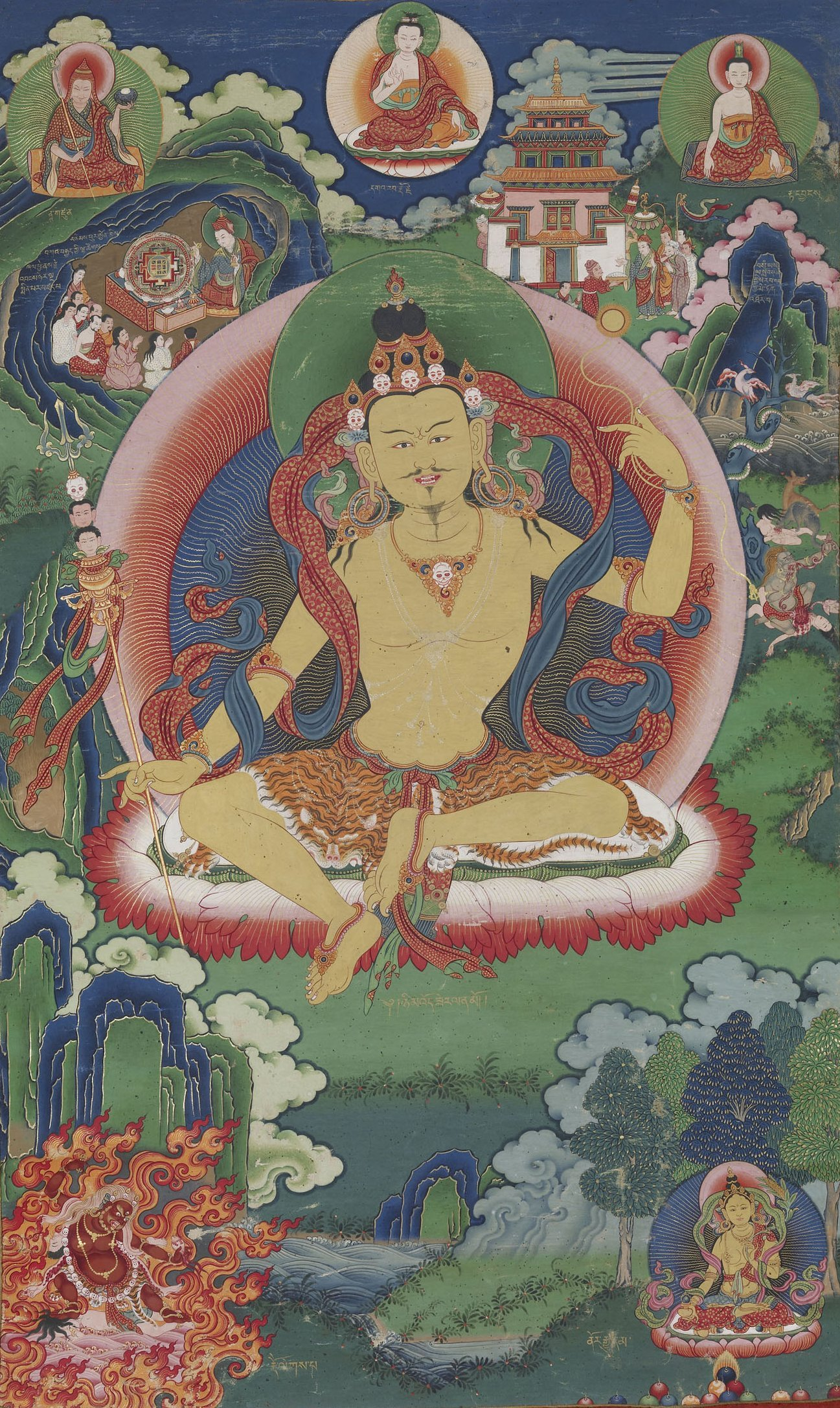
Thangka del Butan representant Padmasambhava, segle XIX
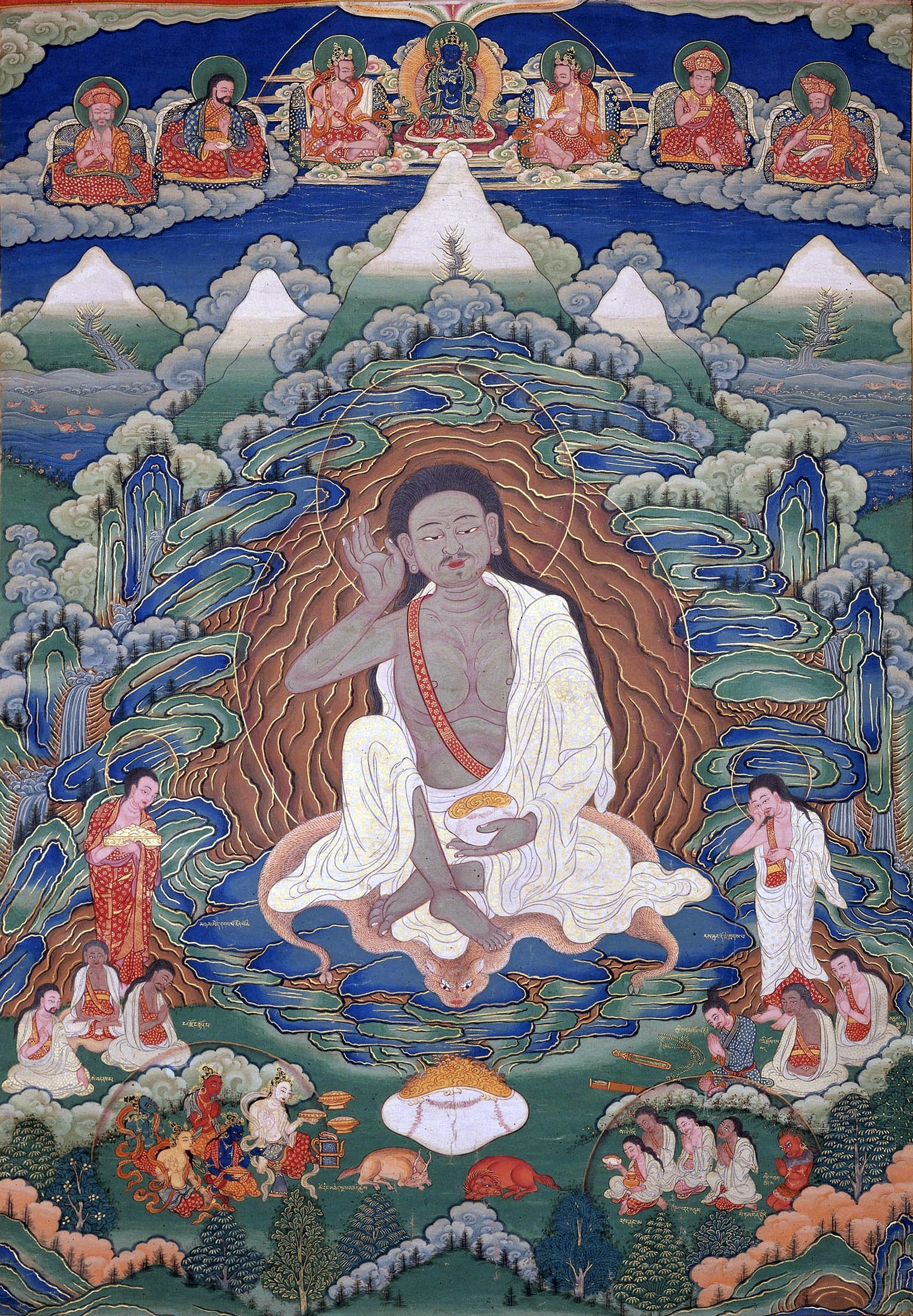
Thangka del Butan representant Milarepa (1052–1135)
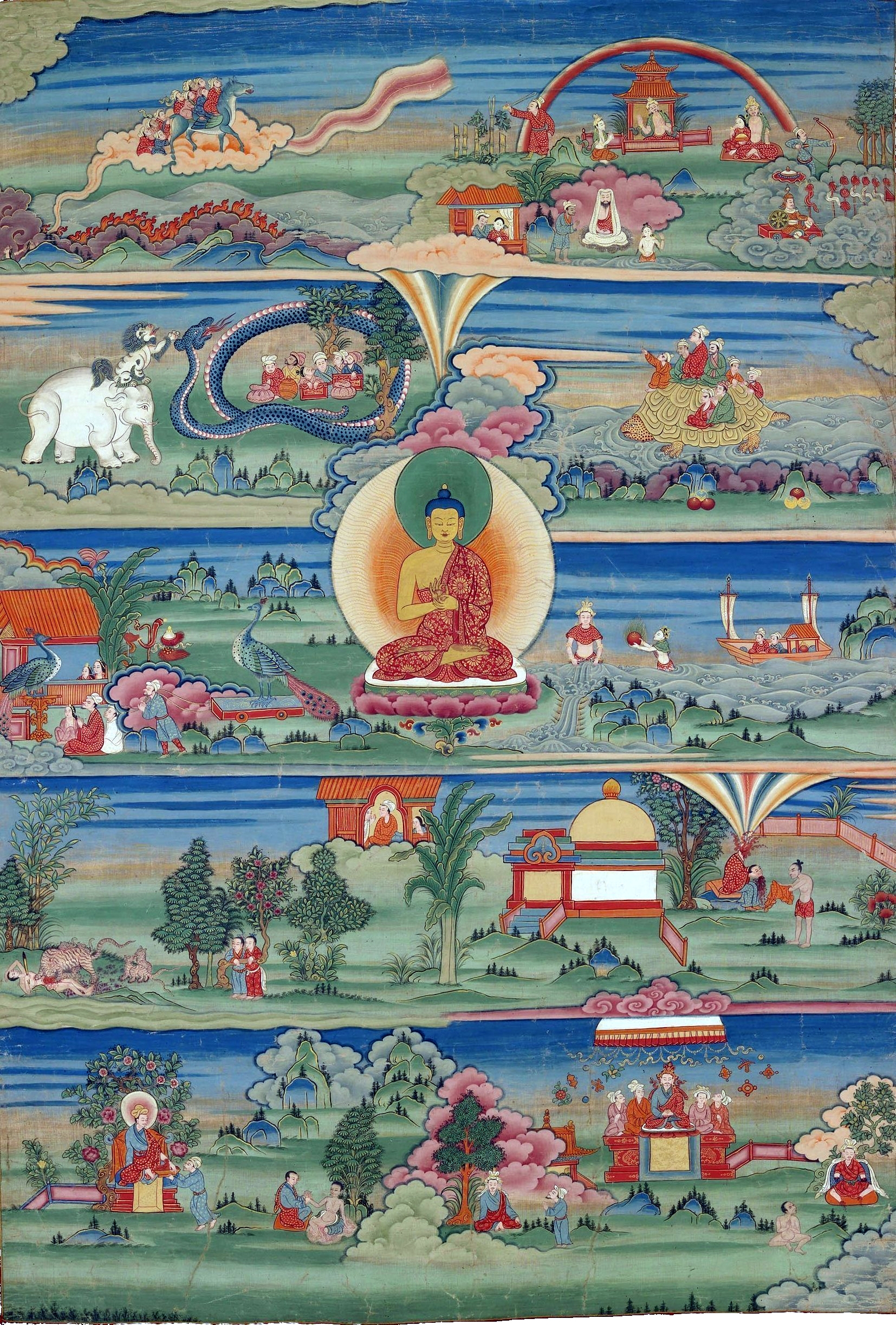
Tanghka del Butan representant els contes de Jataka; segle xviii - XIX
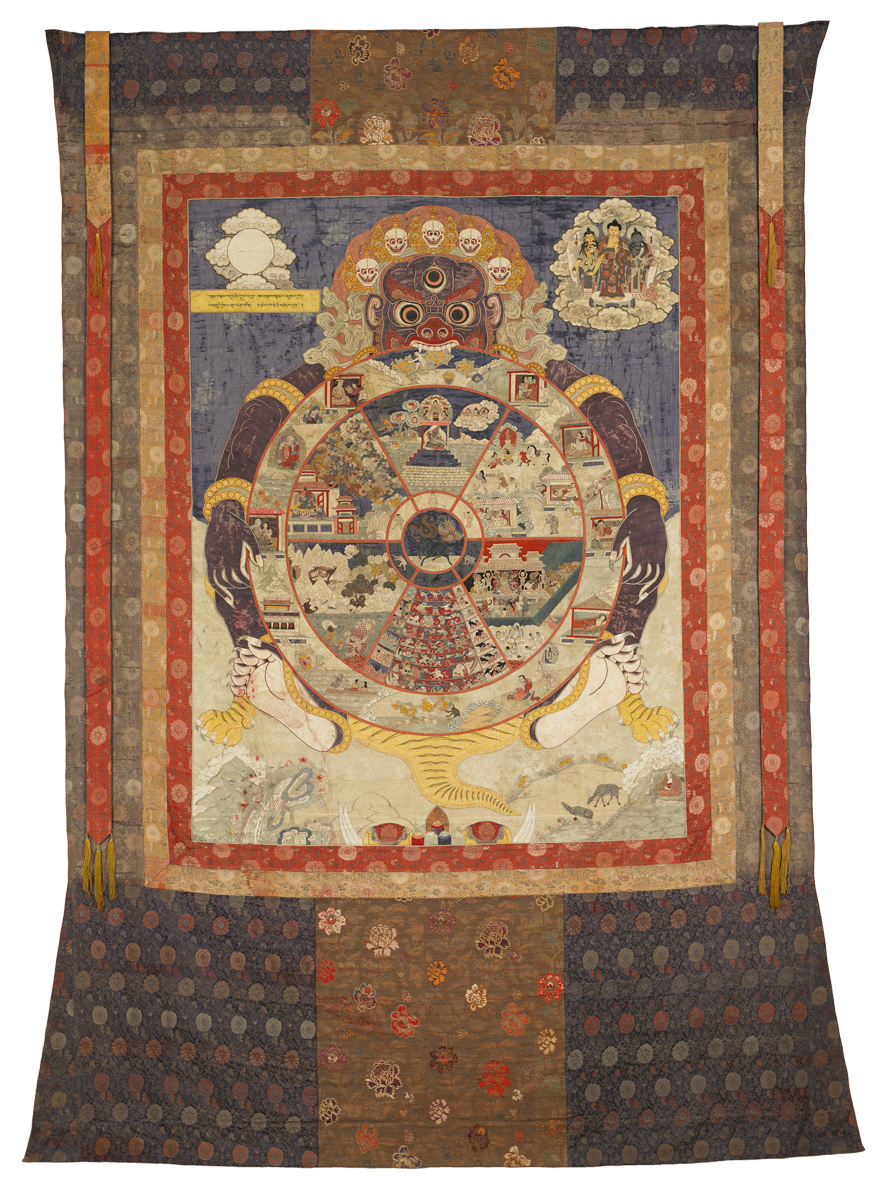
La roda de la vida, aproximadament de l'any 1800, Museu d'Art de Birmingham
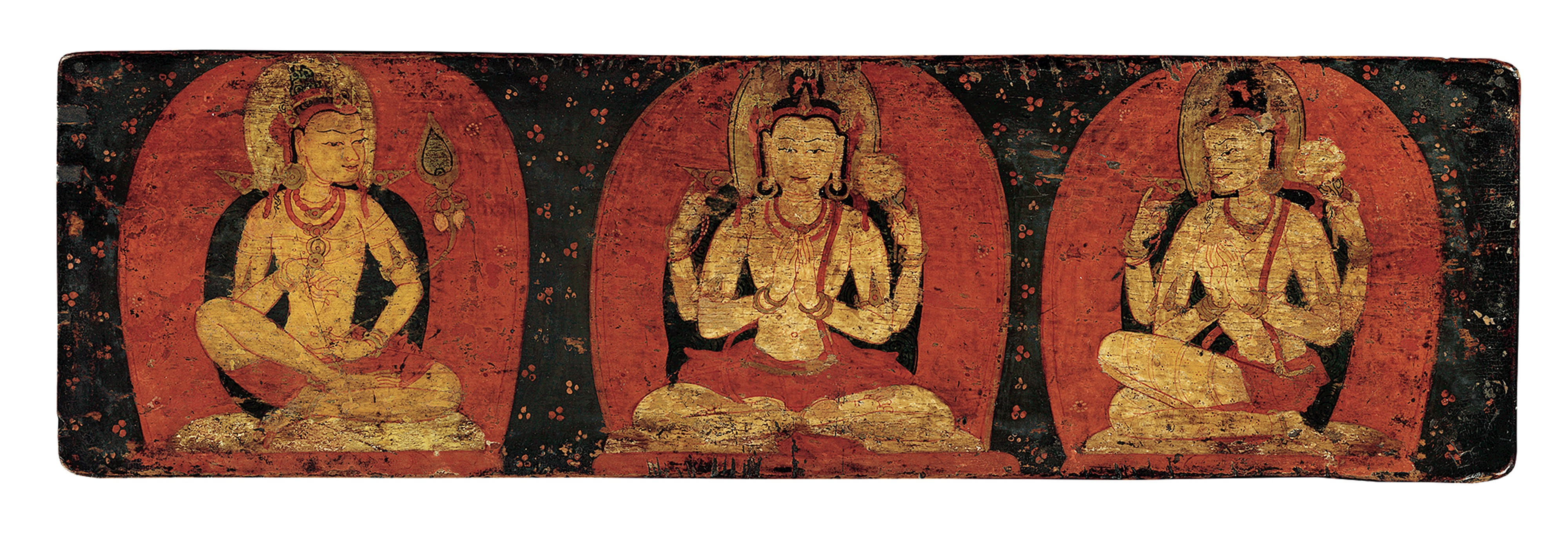
Cobertes de llibre del segle XII